# Euglypta punctiventris
Euglypta punctiventris är en skalbaggsart som beskrevs av Moser 1917. Euglypta punctiventris ingår i släktet Euglypta och familjen Cetoniidae. Inga underarter finns listade i Catalogue of Life.